# Dyrestemme
|  | Sammenskrivningsforslag Artiklerne Dyrelyde, Dyrestemme er foreslået sammenskrevet. (Siden april 2020) Diskutér forslaget |

En del dyrestemmer omtales som sang.
Mennesker er ikke de eneste der frembringer musikalske lyde. 
- Fuglesang indenfor en bestemt art varierer ofte ganske lidt over et bestemt tema – de fleste kender f.eks. gulspurvens "melodi" med "teksten": en- to- tre- fir'- fem- seks- syyyyv.
- Hvalerne specielt pukkelhvalhannen er kendt for sin melodiske sang, der fungerer som langdistancekommunikation med andre pukkelhvaler. Pukkelhvalens sang er meget kompleks, men den indeholder også variationer over specielle temaer.
- Også insekter som fx cikader og græshopper frembringer lyde med helt sammenlignelige funktioner (Hvilket enhver der har færdedes en varm sommeraften i sydeuropa ved med sikkerhed).
- Man kan også argumentere for at nogle dyr bruger "instrumenter", f.eks. den store flagspætte, der med sin rytmiske trommehvirvel på træstammer om foråret signalerer at dette territorium hermed er taget.

En helt afgørende forskel mellem menneskets musik og dyrenes musikalske lyde er, at mennesket frembringer musik med formålet at skabe kunst i en eller anden form, mens dyrenes musikalske lyde er forprogrammeret, bestemt af dyrets instinkt og forældrenes undervisning. Dyrenes musikalske lyde fungerer udelukkende som en nødvendig kommunikation mellem individer. Men nogle dyr f.eks. solsorten benytter sig dog af en vis form for kunstnerisk frihed, hvor hvert individ varierer en smule over sangens tema og lader sig inspirere af de nære omgivelsers lyde og dermed udvikler et individuelt præg til den stiliserede solsortesang. Derfor findes også egnsspecifikke solsorte-sang-dialekter. 
Som alle musikere må solsortene øve sig for at "spille rent". I det tidligere forår, hvor fuglene begynder at synge igen kan man høre besynderlige ufærdige variationer af solsortesangen. Her synges ofte forkert mens sangen langsomt indøves til en ny sæson,. Når parringssæsonen endelig starter er den store koncert klar til at blive afholdt igen.